# بين ويلموت
بين ويلموت (بالإنجليزية: Ben Wilmot)‏ هو لاعب كرة قدم بريطاني، ولد في 4 نوفمبر 1999 في ستيفينيدج ‏ في المملكة المتحدة. لعب مع ستيفيناغ بوروه ونادي أودينيزي ونادي واتفورد.

## وصلات خارجية
- بين ويلموت على موقع الاتحاد الأوربي (الإنجليزية)
- بين ويلموت على موقع إي إس بي إن إف سي (الإنجليزية)
- بين ويلموت على موقع قاعدة بيانات كرة القدم.إي يو (الإنجليزية)
- بين ويلموت على موقع Soccerbase.com (لاعب) (الإنجليزية)
- بين ويلموت على موقع Soccerway.com (الإنجليزية)
- بين ويلموت على موقع عالم كرة القدم.نت (الإنجليزية)